# 蘆名盛氏
蘆名 盛氏（あしな もりうじ）は、戦国時代の陸奥国の武将・戦国大名。蘆名氏第16代当主。

## 生涯

### 勢力拡大
大永元年（1521年）、第15代当主・蘆名盛舜の子として生まれる。
天文6年（1537年）には伊達稙宗の娘を正室に迎え、天文10年（1541年）に父・盛舜から家督を譲られた。
天文11年（1542年）、山内氏を討って会津における勢力を拡大する。同年に発生した伊達氏の天文の乱では、当初稙宗方についたが、天文16年（1547年）に同じく稙宗方の田村隆顕と中通りにおいて衝突したため晴宗方に転じた。このため晴宗方の優位が決定的なものとなり、天文の乱は晴宗方の勝利に終わった。
天文19年（1550年）からは本格的に仙道（中通り）への進出を開始して田村隆顕と戦うが、田村氏を援助する常陸の佐竹氏の妨害もあって容易には進まなかったため、佐竹氏と敵対する相模の北条氏康や、甲斐の武田信玄と同盟して佐竹氏に対抗した。
また、内政面では金山開発に力を入れたり、簗田氏を商人司に起用することで流通支配の強化を図った。永禄4年（1561年）、庶兄・氏方の謀叛を鎮圧する。この年、盛氏は家督を嫡男・盛興に譲って、大沼郡岩崎城に隠居し、剃髪して止々斎と号した。しかし隠居後も政治・軍事の実権を掌握し、引き続き家中の統制にあたった。

### 盛興の死から晩年
永禄6年（1563年）、須賀川城主・二階堂盛義と戦い岩瀬郡へと進攻する。盛義は晴宗の長女・阿南姫を娶っていたので、伊達軍が二階堂氏救援のために数度にわたって桧原に攻め込んできたが、戸山城主・穴沢信徳がこれを撃退した。
永禄9年（1566年）、盛義が嫡男・盛隆を人質に出して降伏したため、盛興の正室に晴宗の四女・彦姫を迎える条件で蘆名・伊達間でも講和が成立した。
天正2年（1574年）、伊達実元と共に田村氏傘下の二本松義国・大内義綱を破り、田村清顕を従属させることに成功した。だが、同年6月に家督を継いでいた盛興が29歳で急死した。盛興には男子がおらず、さらに盛氏にも他に男子が無かったため、人質としていた二階堂盛義の子・盛隆に盛興未亡人を娶らせて蘆名家の家督を継がせ、盛氏が後見人として政務を執った。
その後も盛氏は、天正3年（1575年）には女婿・結城義親を支援して白河結城氏の家督相続問題に介入したり、天正6年（1578年）には上杉謙信死後の混乱（御館の乱）に乗じて、越後に出兵するなど積極攻勢を続けた。
永禄3年（1560年）から天正4年（1576年）にかけて、6度も徳政令を出せるほど蘆名の権力は強化されていたが、二階堂氏出身の新当主・盛隆に反発する重臣たちとの不和や、長年にわたる田村・佐竹との抗争による戦費の不足などにより、盛氏の晩年にはすでに蘆名氏は徐々に最盛期の力を失いつつあった。
天正8年（1580年）6月17日、盛氏は死去した。享年60。

## 人物・逸話
- 盛氏は側室を持たず、それゆえ生まれた男子は嫡男盛興ただ一人であった。これは蘆名家の衰微の遠因にもなった。継嗣確保の為側室を持つことが恒常となっていた時代に、側室を持たなかった盛氏の意図は判然としないが、「近代的な清潔感がある」と評されている[4]。
- 盛氏の晩年、伊達輝宗から自分の次男（後の伊達小次郎）が成長したら盛氏の養子にするという申し出があり、これに応じる約束を交わしていた[5]。盛氏没後に発生した蘆名氏の家督問題において、輝宗とその嫡男の政宗はその約束の履行（小次郎が蘆名氏の養子になることは、同氏の家督を継ぐことを意味する）を求めた。しかし、佐竹氏との関係を強めていた蘆名氏の家臣団はこれに応じずに蘆名・伊達両氏の関係が悪化、政宗が蘆名氏および佐竹氏と戦う一因となった[6]。

## 系譜
- 父母
  - 父：蘆名盛舜
  - 母：金上盛興の娘
- 兄弟姉妹
  - 蘆名氏方
  - 女子（堀内近胤室）
- 正室：伊達稙宗の娘
  - 蘆名盛興
  - 女子（結城義親室）
- 養子
  - 蘆名盛隆（二階堂盛義の子）

## 家臣
- 松本氏輔
- 佐瀬種常
- 富田氏実
- 富田隆実
- 平田舜範
- 慶徳範重
- 二階堂盛義
- 金上盛備
- 猪苗代盛国
- 猪苗代盛胤
- 針生盛信